# Hakan (sang)
Hakan er en sang af Eddie Meduza. Sangen kan findes på albummet Garagetaper fra 1980 og på kassettebånden E. Hilter & Luftkaffe Nr. 1 og E. Hitler & Luftwaffe Nr. 2 fra 1977. Teksten handler om en mand der kaldes "Hakan" (på dansk: Hagen), der bruger sin hage til at stege tallerkener med mere.
Den samme figur er inkluderet i sangen "Va' Den Grön Så Får Du En Ny", hvor han har en handelsstand i Målilla i Småland.
I Aftonbladet blev "Hakan" kåret til Eddie Meduzas fjortende bedste sang.

## Lena Maria Show
På Sveriges Television den 30. oktober 1980 optrådte Errol Norstedt med en løs maske og sang "Hakan". Programmet var Lena Maria Show og var et program, der løb fra efteråret 1980 til efteråret 1981.